# Коило
Коило (Stipa) е род многогодишни, рядко едногодишни, тревисти растения от семейство Житни (Poaceae).
Фуражни в млада възраст. Декоративни растения.

## Разпространение
Съществуват около 300 вида, разпространени предимно в областите с умерен климат на Европа, Азия, Южна Африка, Южна Америка и Австралия. Особено характерни са за степите.
В България са разпространени 6 вида.